# Тайфун (семейство бронеавтомобилей)

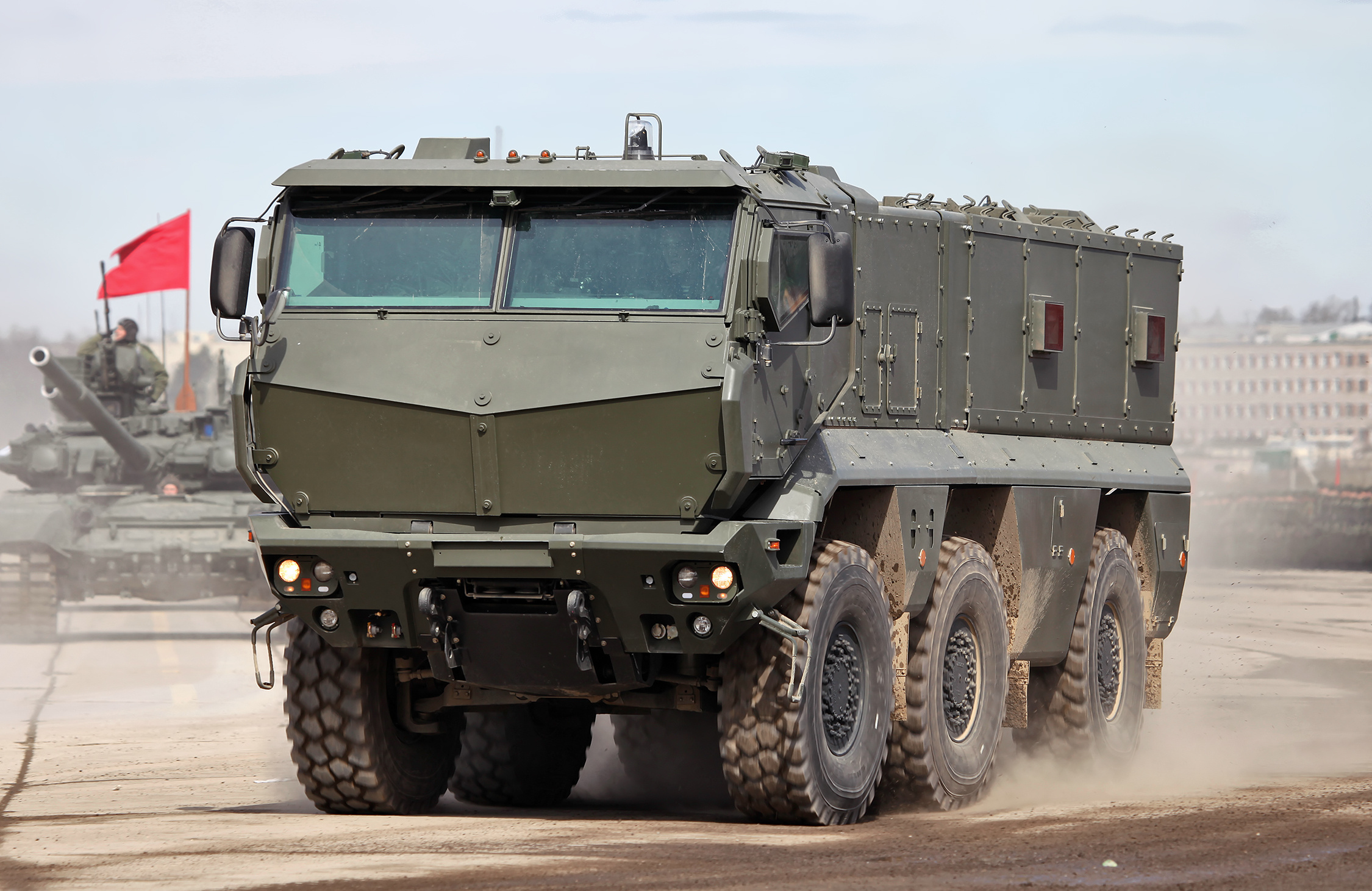
КамАЗ-63968 «Тайфун-К»

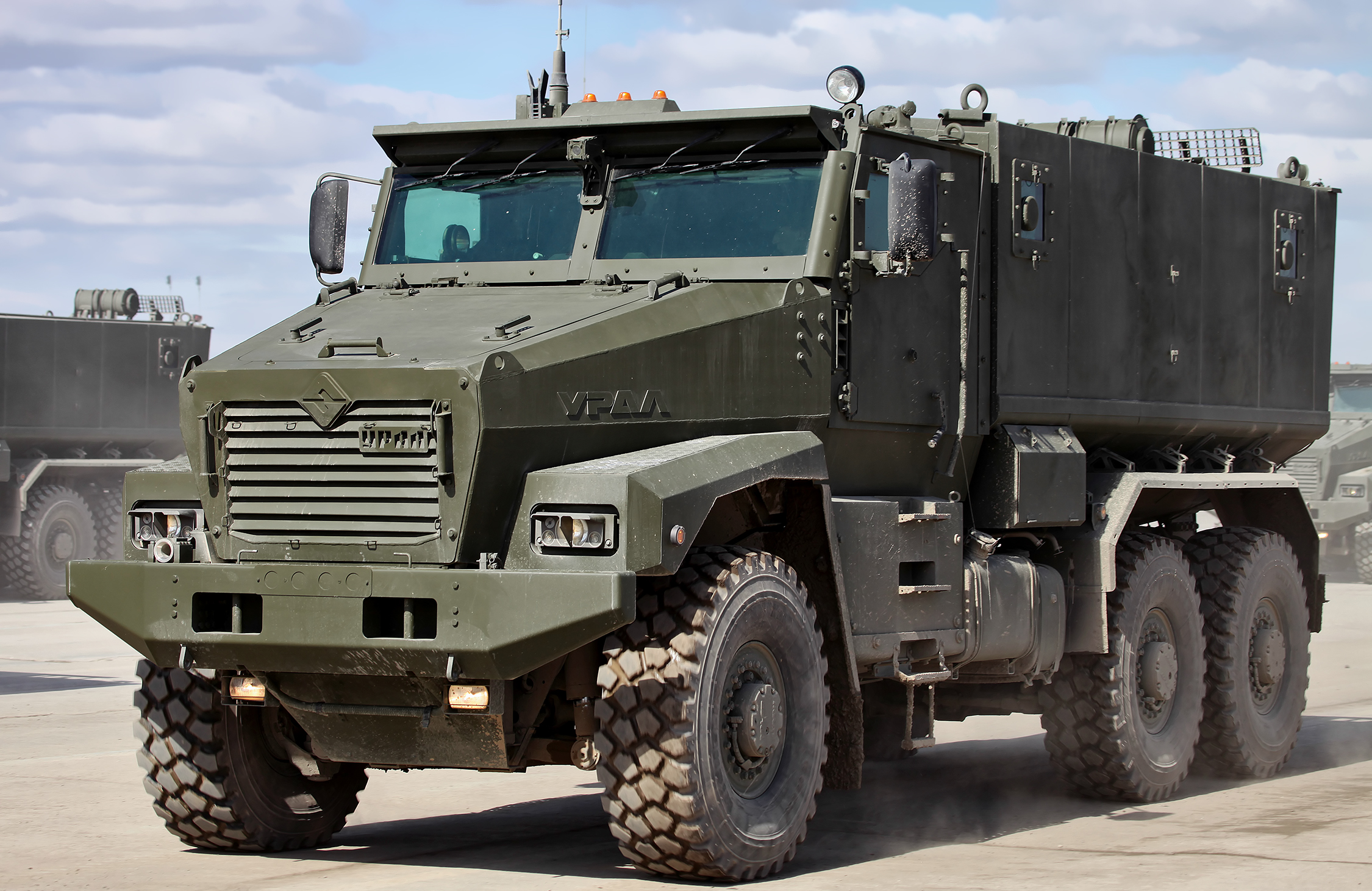
Урал-63095 «Тайфун-У»

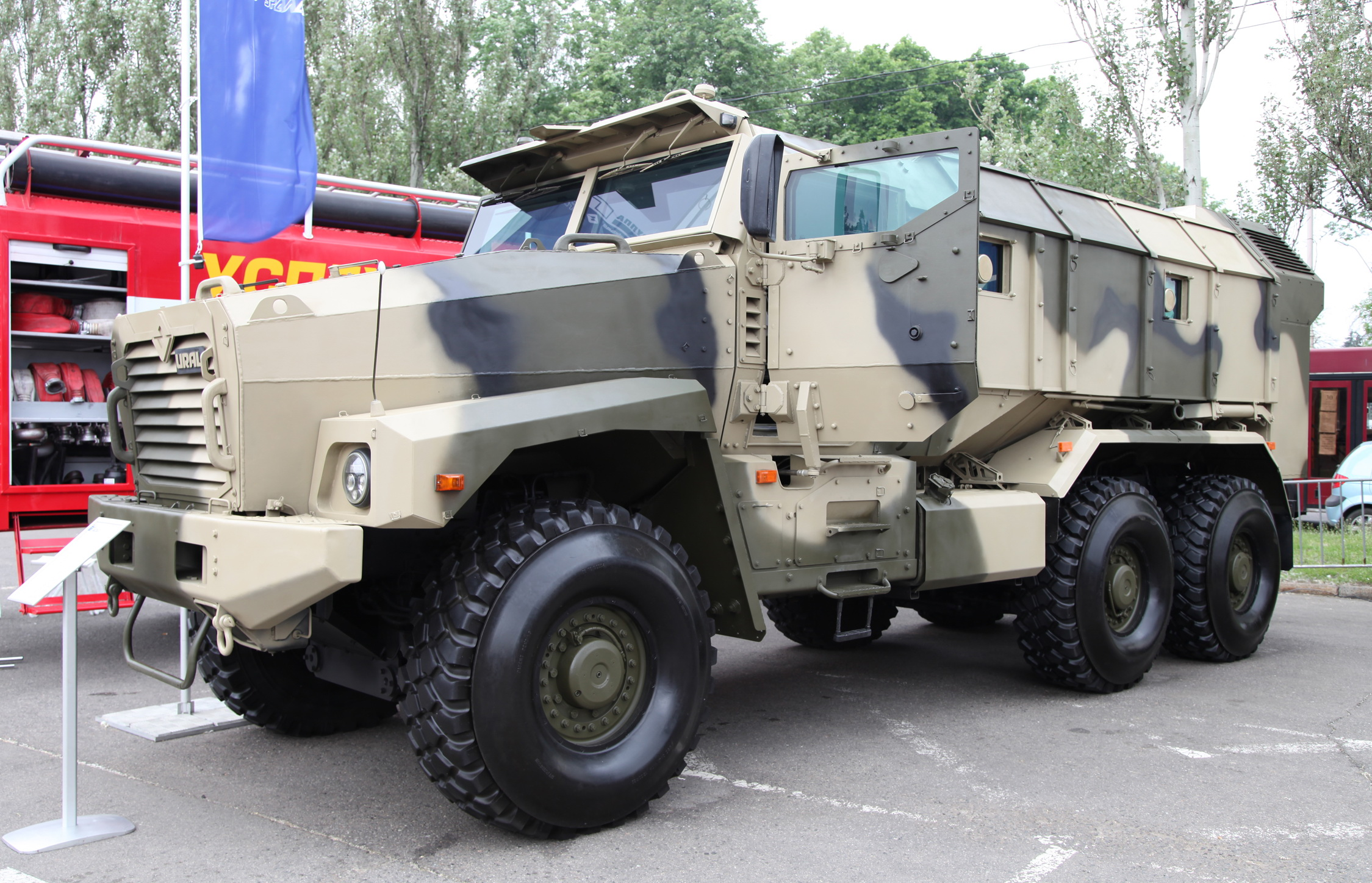
Урал-63099 «Тайфун-У»

«Тайфу́н» — семейство бронеавтомобилей повышенной защищённости, разработанное кооперацией из более чем 120 предприятий, среди которых Уральский автомобильный завод, КамАЗ, Ярославский моторный завод, НИИ стали (броня машины), Федеральный ядерный центр в Сарове (расчёт защищённости бронекорпуса), «Магистраль» (бронестёкла), МГТУ им. Баумана (гидропневматическая подвеска). Впервые были продемонстрированы в 2011 году на полигоне, 9 мая 2014 года — на военном параде в Москве (Тайфун-К) и на параде 9 мая 2015 года (Тайфун-К, Тайфун-У). Планировалось принять на вооружение в 2015 году. В декабре 2014 года для опытной эксплуатации в войска поступила первая партия (30 автомобилей), весной 2015 года — вторая.

## Назначение
Семейство бронеавтомобилей предназначено для перевозки личного состава, а также для установки различного целевого оборудования или систем вооружений. На его базе можно создавать машины связи, мобильные артиллерийские системы, автокраны, транспортно-пусковые машины беспилотных летательных аппаратов, эвакуаторы, экскаваторы и другие модификации. Семейство послужит единой унифицированной платформой для «лёгких» бригад Сухопутных войск.

## История
Попытки создать унифицированную автомобильную платформу для воинских подразделений специального назначения предпринимались в СССР с начала 1980-х годов. В 1990-х годах по этой тематике была запущена секретная программа «Гараж», работы по которой не были завершены из-за распада страны.
В 2010 году утверждена «Концепция развития военной автомобильной техники Вооружённых Сил Российской Федерации на период до 2020 года», где предусмотрено «развитие высокоунифицированных семейств бронеавтомобилей».
Впервые машины семейства «Тайфун» (модульные КАМАЗ-63968 и Урал-63095, а также однообъёмный Урал-63099) были продемонстрированы в начале июня 2011 г. на полигоне Научно-исследовательского испытательного центра (НИИЦ АТ 3 ЦНИИ МО РФ) в подмосковных Бронницах. Министр обороны РФ Анатолий Сердюков обратил на них особое внимание: «Это абсолютно новые, современные и очень перспективные машины… Полагаю, что в ближайшие годы министерство обороны именно такие машины будет закупать».
8 июня 2013 года на сайте газеты «Комсомольская правда» в репортаже о посещении Министром обороны РФ Сергеем Шойгу завода «КАМАЗ» были показаны модернизированные автомобили семейства «Тайфун», в тексте статьи упомянуто и о презентации министру новой машины, не имеющей собственного названия. В видеорепортаже к статье были продемонстрированы две ранее не представленных публике машины — двухосный капотный броневик и экспериментальный бронеавтомобиль с оригинальным остеклением места водителя.
7 августа 2013 года в ходе визита на «КамАЗ» Президента Татарстана Рустама Минниханова впервые продемонстрирован ходовой вариант бронеавтомобиля «Тайфун».

## Конструкция
Все машины семейства унифицированы по двигателям (ЯМЗ-536), информационно-управляющей системе, противоминной защите и подвеске. На всех машинах для перевозки  возможна установка дистанционно управляемого пулемётного модуля. Комбинированная бронезащита (керамика и сталь), а также бронестёкла обеспечивают круговую защиту по четвёртому уровню стандарта STANAG 4569 (14,5 мм бронебойные пули Б-32). Противоминная защита машин обеспечивается V-образным днищем, поглощающими энергию взрыва сидениями и соответствует уровню 3b в соответствии со STANAG 4569 (взрывное устройство до 8 кг в тротиловом эквиваленте). В крышах машин есть люки для экстренной эвакуации личного состава в случае опрокидывания. По периметру бронемашин установлены видеокамеры, что позволяет наблюдать за обстановкой, не покидая транспортного модуля, а также управлять бронемашиной в случае невозможности использования лобового стекла. Обитаемое пространство на всех машинах герметично, с искусственно поддерживаемым избыточным давлением, фильтрация поступающего внутрь воздуха обеспечивается установкой ФВУ-100. Все машины семейства могут выполняться в двухосных или трёхосных вариантах.

## Боевое применение

### Сирийская война (с 2011 года)
- Машины КАМАЗ-63968 «Тайфун-К» были откомандированы в Сирию вместе с подразделениями военной полиции на начало 2017 года[11].
- В Сирии «Тайфун-К» использовались не только для транспортировки личного состава, но и для доставки гуманитарной помощи[12].
- 18 ноября 2019 года в городе Кобани Сирии, патрулируя и находясь в совместном российско-турецком конвое, в состав которого входили бронемашины «Тайфун К», был встречен агрессивной группой жителей города, забросавшей патруль камнями и бутылками с зажигательной смесью. Пострадал верхний слой стёкол.

### Вторжение России на Украину
- По состоянию на 14 ноября 2022 года редакторы ресурса Oryx нашли в открытых источниках видео и фото подтверждения или потери 15 машин КамАЗ-63968 «Тайфун-К»[источник не указан 722 дня]. Не менее трех «Тайфун 4х4», Линза, три Камаз-63968 и два Камаз-53949 были захвачены и используются украинской стороной[13].

## Модификации
- КамАЗ-53949 «Тайфун-К» — бескапотный многофункциональный модульный автомобиль. В модификации для перевозки личного состава может перевозить до 10 или 16 человек. Высадка десанта может осуществляться как с помощью рампы, так и через дверь. Лоб кабины обладает усиленным бронированием, которое обеспечивает защиту от 30-миллиметровых снарядов; возможна установка бронещита, закрывающего лобовое стекло. По другим сведениям, броня рассчитана только на попадание пуль калибра 7,62 мм, что соответствует 3-й категории по STANAG. Противоминная защита соответствует категории 3b. Отсек десанта оборудован триплексами, а также мониторами, отображающими информацию с внешних видеокамер. В настоящее время производится серийно.
- КамАЗ-63968 «Тайфун-К» — универсальный бронеавтомобиль повышенной защищённости на оригинальной платформе, относящийся к типу MRAP. Разработка этого автомобиля стала возможной после утверждения «Концепции развития военной автомобильной техники Вооружённых Сил Российской Федерации на период до 2020 года», в которой была поставлена задача производства автомобильной техники на основе унифицированных семейств.
- КамАЗ-63969 «Тайфун-К» — бронетранспортер с колёсной формулой 6×6 и дистанционно управляемой пулемётной установкой[14]. Однообъёмный бронемодуль (кабина и кузов — единая конструкция)[15][16]. Впервые был публично показан в июне 2013 г. в цеху на этапе сборки. Имеет круговое бронирование, рассчитанное на противостояние пулям калибра 14,5 и 12,7 мм (соответствует уровню 4 по STANAG 4569). Противоминная защита соответствует уровню 3b. Масса машины в снаряжённом состоянии — 19,7 т, полезная нагрузка — 4 тонны. Серийно не производится[17].

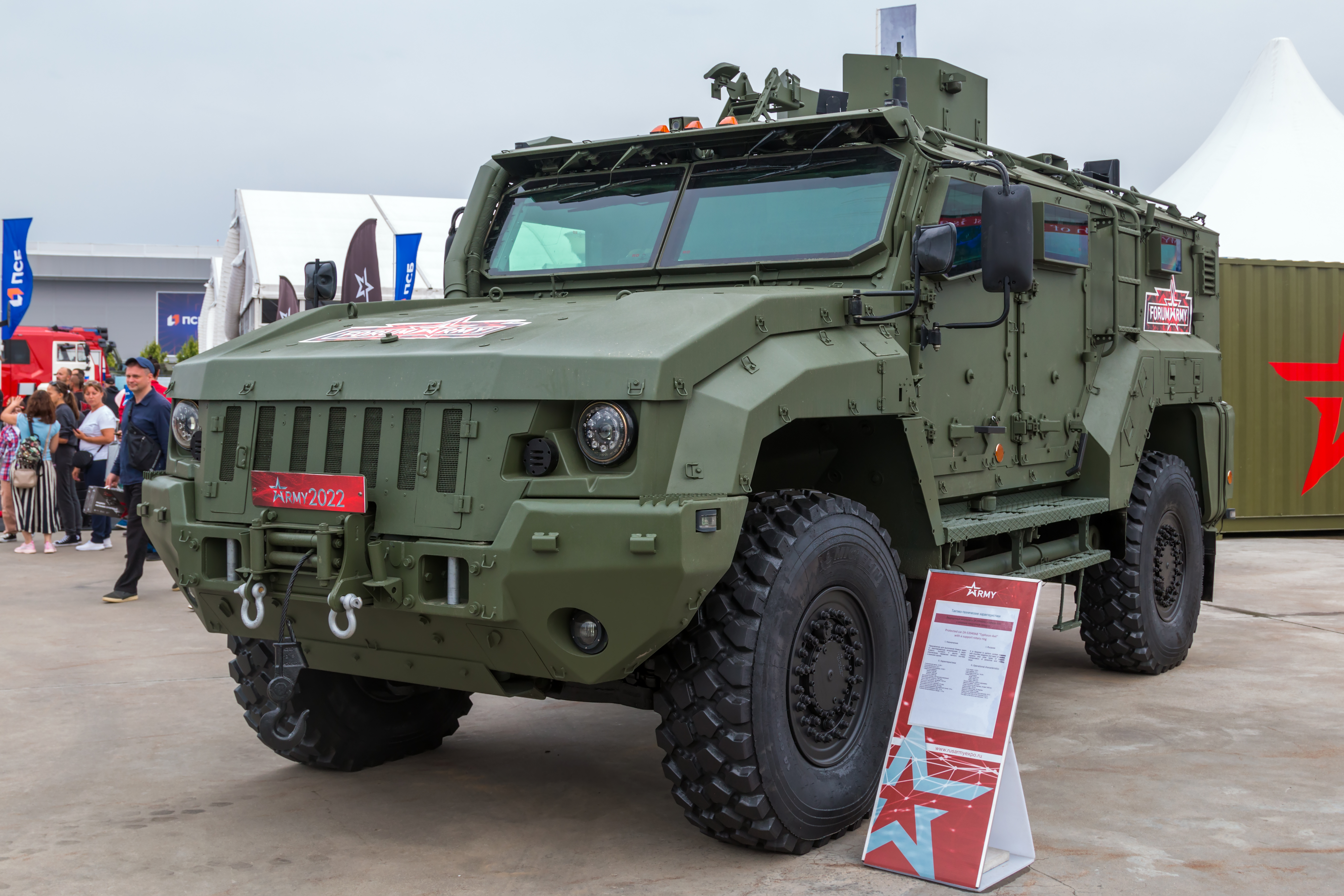
КамАЗ-53949 на выставке «Армия-2022»

- КамАЗ-53949 «Тайфун 4×4» — Многоцелевой бронеавтомобиль повышенной проходимости, армейский автомобиль-внедорожник с колёсной формулой 4х4[18]. На нём установлена комбинированная защита из керамической брони, под ней — броневая сталь. Полная масса — более 15 тонн, максимальная скорость — 105 км/ч. Применение: охрана и сопровождения колонн, санитарная перевозка, ведения инженерной, радиационной, химической и биологической разведки, разведывательная и командно-штабная машина, машина огневой поддержки. Автомобиль впервые представлен на Дне инноваций ЮВО в октябре 2015 года[19].
- КамАЗ-53949 «Феникс» – использованы российские комплектующие в рамках программы импортозамещения, был представлен широкой публике на выставке «Армия-2023»[20] и на Параде Победы в Москве в 2025 году.
  - КамАЗ-53949 «Линза» — защищенный санитарный автомобиль (ЗСА) в двух исполнениях[21][22][23].
    - КамАЗ-53949 ЗСА-Т «Линза» — транспортное исполнение для перевозки 4 раненых на носилках (или 6 сидячих, или 2 лежащих и 3 сидячих) и 3 членов экипажа.[24]
    - КамАЗ-53949 ЗСА-П «Линза» — исполнение для разворачивания медицинского пункта батальона, перевозки его имущества и 5 членов экипажа.[24]

  - 2С41 «Дрок» — самоходный 82-мм миномет.

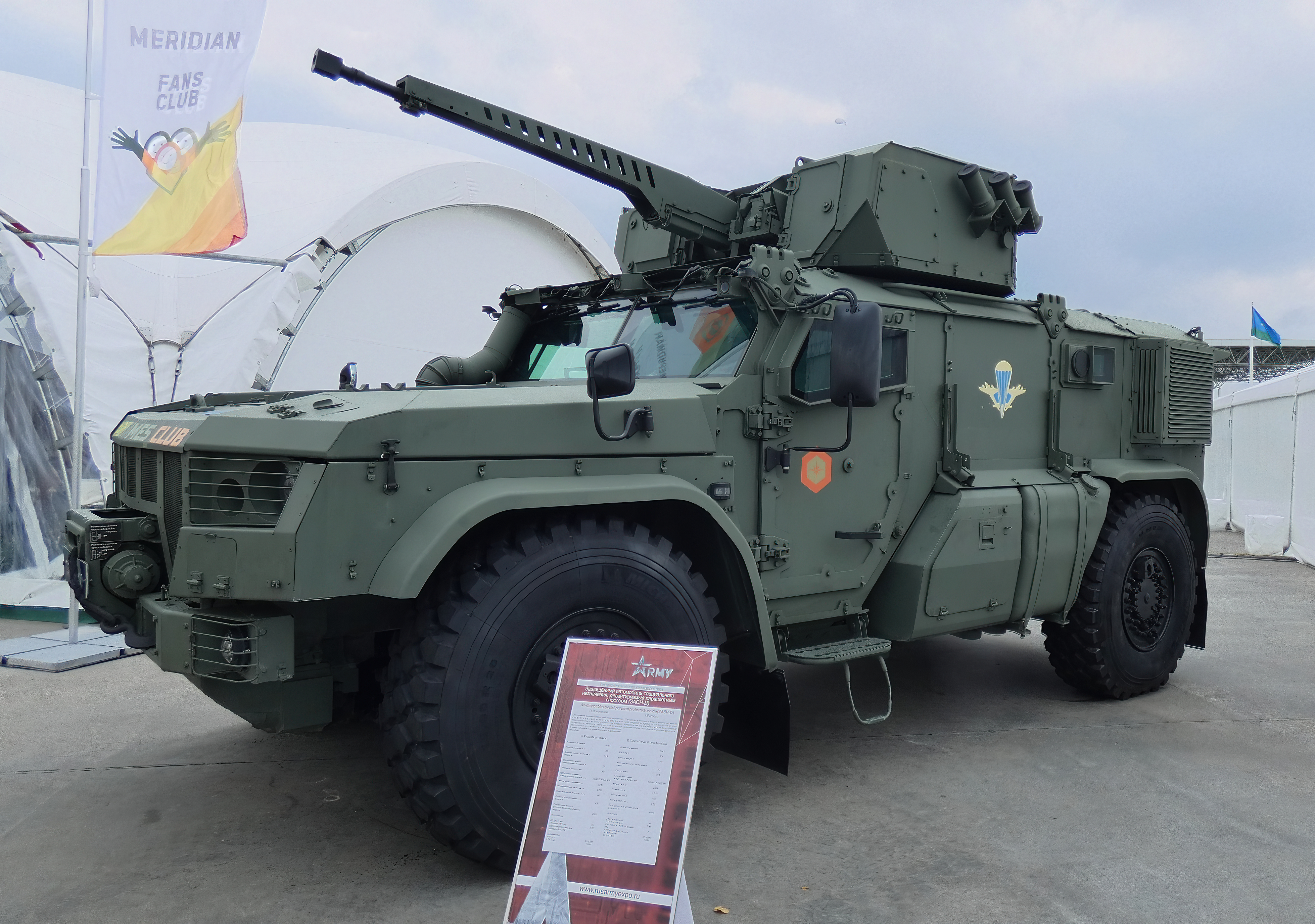
ЗАСН-Д на выставке «Армия-2021»

- КамАЗ-4386 «Тайфун-ВДВ» — 4-колёсный бронеавтомобиль ЗАСН-Д (защищённый автомобиль специального назначения - десантный) для воздушно-десантных войск с несущим бронекорпусом, позволяющим десантирование парашютным способом.

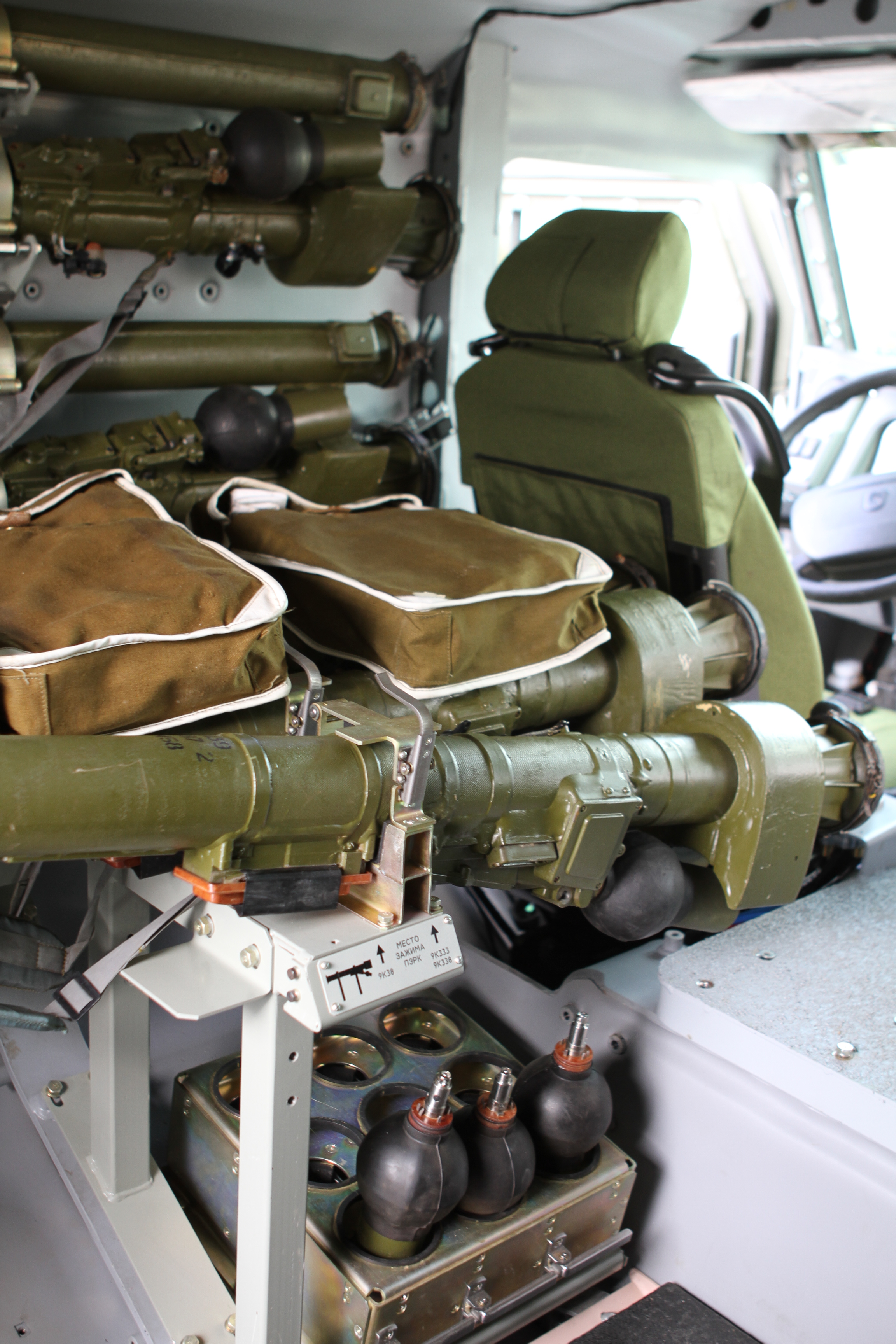
Укладки ПЗРК в «Тайфун-ПВО»

- КамАЗ-4386 «Тайфун-ПВО» — 4-колёсный бронеавтомобиль для транспортировки расчётов ПЗРК «Игла», «Игла-С» и «Верба» и прикрытия войсковых частей.
- УМЗ-Т — компактный универсальный минный заградитель, созданный в рамках ОКР «Клещ-Г», как и более тяжёлые аналоги УМЗ-К и УМЗ-Г . Машина оснащена двумя транспортно-пусковыми контейнерами на 60 минных кассет. Она может отстреливать мины на расстояние до 40 метров. УМЗ-Т управляется через систему ЕСУ Т3. С её помощью принимаются приказы и отправляется информация о выполнении минирования, а также формируются данные о минном поле.

- Урал-63095 «Тайфун-У» — капотный многофункциональный модульный автомобиль (трёхместная бронированная кабина и сменный кузов-бронемодуль)[26].
  - Урал-63099 «Тайфун-У» — капотный однообъёмный автомобиль для перевозки личного состава. Может перевозить до 12 человек, высадка десанта осуществляется через дверь[27][неавторитетный источник].

## Операторы
- Россия — около 180 единиц «Тайфун-У» и 260 «Тайфун-К», по состоянию на май 2017 года[28]
- Узбекистан — «Тайфун-К» были продемонстрированы на церемонии открытия «Танкового биатлона» в Узбекистане[29][неавторитетный источник] и во время телеэфира на канале «Узбекистан 24»[30][неавторитетный источник]